# Kucksiepen
Kucksiepen ist eine Ortslage im Osten der bergischen Großstadt Wuppertal.

## Lage und Beschreibung
Die Ortslage befindet sich auf einer Höhe von 280 m ü. NHN in der Mitte des Wohnquartiers Ehrenberg auf dem gleichnamigen Ehrenberg im Stadtbezirk Langerfeld-Beyenburg südlich der nahen Bundesautobahn 1. In dem im Wald gelegenen Ort befindet sich das Forsthaus des Waldgebiets. Bei dem Ort entspringt der Staunbach.
Benachbarte Ortslagen, Hofschaften und Wohnplätze sind Adamsbusch, Schmitteborn, Wulfeshohl, Kattendieck, Vorderer Ehrenberg, Hinterer Ehrenberg, Hebbecke, Öhde, Wildeöhde, Buschenburg, Beyeröhde und das Ortszentrum Langerfelds.

## Etymologie und Geschichte
Der Name Kucksiepen leitet sich vermutlich von der Vogelart Kuckuck her. Weiter westlich befindet sich die Ortslage Kuckuck. Siepen ist eine regional häufige Bezeichnung für ein kleines Bachkerbtal.
Der Ort ist auf der Karte der Gemeinde Langerfeld von 1825 und auf der Preußischen Uraufnahme von 1843 als Im Kucks Siepen eingezeichnet, auf dem Wuppertaler Stadtplan von 1930 als Kucksiepen. Im 19. Jahrhundert gehörte Kucksiepen zur Landgemeinde Langerfeld im Landkreis Hagen (bis 1887) und dem Kreis Schwelm (ab 1887), die ein eigenes Amt bildete und am 5. August 1922 in die Stadt Barmen, heute Stadtteil von Wuppertal, eingemeindet wurde.
Im Gemeindelexikon für die Provinz Westfalen von 1887 werden ein Wohnhaus mit zwei Einwohnern angegeben. Der Ort wird zu der Zeit Kucksiepen genannt.
Die Ortslage ist Namensgeber für eine Rastanlage an der Bundesautobahn 1.